# Bund Evangelisch-reformierter Kirchen Deutschlands
Der Bund Evangelisch-reformierter Kirchen Deutschlands ist ein loser Zusammenschluss von selbständigen reformierten Kirchen bzw. Gemeinden, die nicht zu einer der Gliedkirchen der Evangelischen Kirche in Deutschland (EKD) gehören.
Im Jahre 1960 wurde der Bund „assoziiertes Mitglied“ der Evangelischen Kirche in Deutschland, d. h., er ist kein formelles Mitglied, weil er keine Landeskirche ist, arbeitet aber in vielen Bereichen mit der EKD und deren Gliedkirchen eng zusammen.
Er ist nicht zu verwechseln mit dem 1884 gegründeten Reformierten Bund, der als Dachverband aller reformierten Kirchen und Gemeinden in Deutschland gilt.

## Mitglieder

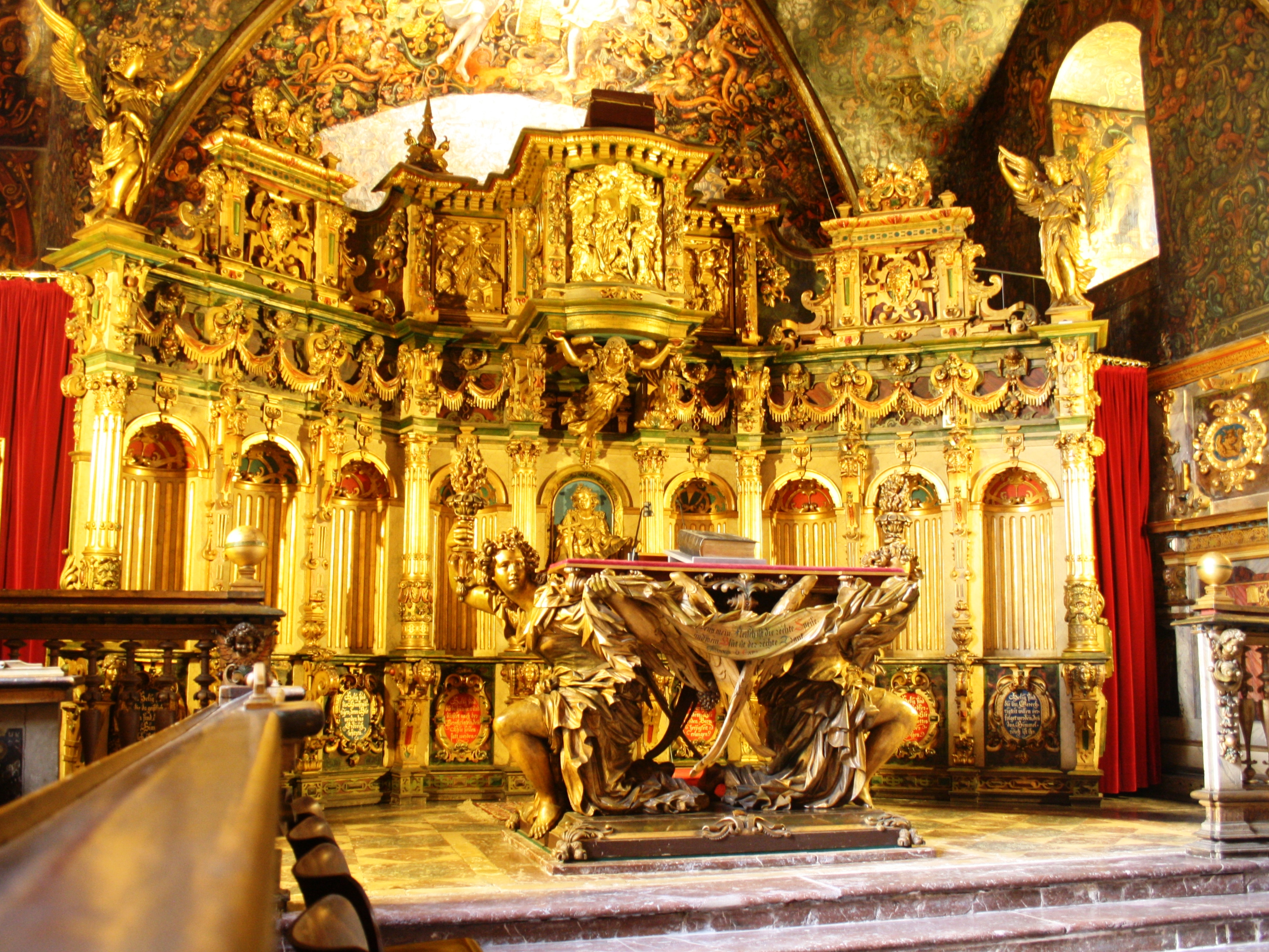
Schlosskapelle Bückeburg

Dem Bund gehören folgende reformierte Kirchen bzw. Gemeinden an:
- Evangelisch-reformierte Kirche zu Bückeburg (Gottesdienst in der Schlosskapelle Bückeburg)
- Evangelisch-reformierte Kirche zu Stadthagen
- Evangelisch-reformierte Gemeinde zu Dresden, ca. 600 Mitglieder[1]

## Geschichte
Gegründet wurde der Bund als Bund freier ev.-ref. Gemeinden Deutschlands 1928 in Leipzig. Er ist hervorgegangen aus Resten der 1703 gegründeten Konföderation ev.-ref. Kirchen in Niedersachsen sowie reformierten Gemeinden in Hamburg, Dresden und Leipzig.
Während die Unabhängigkeit der einzelnen Gemeinden fortbestehen sollte, war gleichzeitig das Ziel, im protestantischen Deutschland eine gemeinsame Vertretung zu haben und auch sonstige gemeinsame Angelegenheiten regeln zu können. 1928 traten die damaligen reformierten Gemeinden aus Hanau dem Bund bei.
Die selbständigen, auf ganz Deutschland verstreuten, reformierten Gemeinden wollten enger zusammenarbeiten und gründeten daher den Bund neben der 1882 gegründeten „Evangelisch-reformierten Kirche der Provinz Hannover“, heute Evangelisch-reformierte Kirche, welche eine Landeskirche und damit heute eine Gliedkirche der EKD ist.
1932 wurde die Ref. Synode in Bayern (ab 1949 Ev. ref. Kirche in Bayern) mit ihren Gemeinden Mitglied des Bundes, der gleichzeitig seinen Namen in Bund evangelisch-reformierter Kirchen Deutschlands änderte. Diesem „waren nun 18 Gemeinden mit etwa 40.000 Gemeindegliedern und 20 Pfarrern zusammengeschlossen. Hinzu kamen zwei Professuren für reformierte Theologie und zwei Studienhäuser.“
Noch 1966 trat die Gemeinde in Bützow/Mecklenburg dem Bund bei, 1979 die reformierte Gemeinde München II, eine Neugründung. Nachdem die in der DDR gelegenen Gemeinden nicht mehr zum Bund gehörten, erfolgte die Umbenennung in Bund ev.-ref. Kirchen in der Bundesrepublik Deutschland. Im Jahre 1986 vertrat der Bund 27.000 Gemeindeglieder in 14 Gemeinden.
Laut der Ordnung von 1976 ist der Bund eine „synodal geordnete Kirche“, die ihre Mitglieder „zu einer Gemeinschaft zusammenschließt, die gemeinsame und gegenseitige Verantwortung wahrnimmt“.
1989 trat die Evangelisch-reformierte Kirche in Bayern aus dem Bund aus und trat der Evangelisch-reformierten Kirche in Nordwestdeutschland als 11. Synodalverband bei. Diese vergrößerte Kirche nannte sich daher bis Ende 2009 „Evangelisch-reformierte Kirche – Synode evangelisch-reformierter Kirchen in Bayern und Nordwestdeutschland“ (heute nur noch „Evangelisch-reformierte Kirche“).
1993 traten auch die reformierten Gemeinden in Bützow (Mecklenburg) und Leipzig mit der inzwischen gegründeten Filialgemeinde Chemnitz, die 1994 selbständig wurde, und 1996 die Wallonisch-niederländische Gemeinde Hanau aus dem Bund aus und der Evangelisch-reformierten Kirche bei. Somit gehörten im Jahr 2005 nur noch sechs Gemeinden mit 13.000 Mitgliedern zum Bund.
2012 traten auch die reformierten Gemeinden in Braunschweig und Hamburg der Evangelisch-reformierten Kirche bei, 2013 folgte auch die Gemeinde in Göttingen. Somit besteht der Bund aktuell nur noch aus den reformierten Gemeinden Bückeburg, Stadthagen und Dresden. Die Gesamtzahl der Mitglieder des Kirchenbundes sank dadurch von zuvor 11.000 auf jetzt 1.500 Mitglieder.

## Leitung des Bundes
Der Bund hat einen Vorsitzenden. Dieses Amt übt ein Vertreter der Mitgliedskirchen bzw. -gemeinden für eine bestimmte Zeit aus.
Vorsitzende des Bundes:
- 1927–1929: Rudolf Mühlhausen, Leipzig
- 1929–1964: Theodor Kamlah, Göttingen
- 1964–1972: Johann Tibbe, Göttingen
- 1972–1980: Hans-Joachim Pitsch, Göttingen
- 1980–1989: Hermann Keller, Hamburg
- 1989–1994: Ulrich Falkenrot, Braunschweig
- 1994–1998: Rolf Ehlenbröker, Hamburg
- 1998–2006: Sabine Dressler-Kromminga, Braunschweig
- 2006–2012: Ingo Sengebusch, Hamburg
- 2012–2020: Klaus Vesting, Dresden
- seit 2020: Marc Bergermann, Bückeburg[8]

## Gesangbücher
Die Gemeinden des Bundes singen seit 1996 aus der Ausgabe der Evangelisch-reformierten Kirche des Evangelischen Gesangbuchs.
Früher waren zahlreiche Gesangbücher im Gebrauch. Zum Teil hatte jede Gemeinde ein eigenes Gesangbuch. Hier eine Auswahl von Gesangbüchern, die in den Gemeinden des Bundes in Gebrauch waren:
- Gesangbuch für evangelisch-reformirte Gemeinden, herausgegeben von den Consistorien der evangelisch-reformirten Gemeinden zu Dresden und Leipzig; Leipzig, 1887
- Kirchengesangbuch für die reformierte Gemeinde Göttingen; die Lieder sind aus dem evangelischen Kirchengesangbuch für den Konsistorialbezirk Cassel entnommen; Cassel, 1907
- Evangelisches Gesangbuch – Ausgabe für die Evangelisch-reformierte Kirche in Bayern; eine Sonderausgabe des Evangelischen Gesangbuchs für Rheinland und Westfalen (Dortmund, 1929) mit den Liedern des Deutschen Evangelischen Gesangbuchs
- Evangelisches Kirchengesangbuch – Ausgabe für die Evangelisch-Reformierten Gemeinden mit Psalmen, ausgewählt nach einem Beschluss des 4. Generalkonvents der reformierten Prediger im Raume der DDR und Groß-Berlins vom 24. Oktober 1951; Berlin